# Gilla mej
Gilla mej är Attentats åttonde singel och den andra i en serie av sex singlar, släppta en gång i månaden, som föregick albumet ”Fy fan”. Låttexten är en kommentar till det alltmer utbredda beroendet av sociala medier och en fortsättning från föregående singel i ämnet svenska män och mansrollen.   Det poppunkiga formatet gjorde att Gilla mej fick radiorotation på P4 Göteborg.  Medverkar gör Mats Jönsson, Magnus Rydman, Cristian Odin, Patrik Kruse, Paul Schöning, Hans Rydman (saxofon) och Gunnar Frick (klaviatur)